# Miss Mundo 1952
Miss Mundo 1952 fue la 2.ª edición del certamen anual de Miss Mundo que se celebró el 14 de noviembre de 1952 en Lyceum Theatre, Londres, Reino Unido. 11 concursantes compitieron por el título de Miss Mundo. La ganadora fue May Louise Flodin de Suecia.

## Resultados
| Final Resultados | Contestant                      |
| ---------------- | ------------------------------- |
| Miss Mundo 1952  | - Suecia - May-Louise Flodin    |
| 1° Finalista     | - Suiza - Sylvia Müller         |
| 2° Finalista     | - Alemania - Vera Marks         |
| 3° Finalista     | - Finlandia - Eeva Maria Hellas |
| 4° Finalista     | - Reino Unido - Marlene Ann Dee |

## Candidatas
14 participantes estuvieron en el certamen.
- Alemania Occidental - Vera Marks
- Dinamarca - Lillian Christensen
- Estados Unidos - Tally Richards
- Finlandia - Eva Maria Hellas
- Francia - Nicole Drouin
- holanda - Sanny Weitner
- Irlanda - Eithne Dunne
- Reino Unido1952 - Doreen Dawne
- Reino Unido1951 - Marleen Ann Dee
- Suecia - May Louise Flodin
- Suiza - Sylvia Müller

Concursantes descalificados
- Bélgica - Anne-Marie Pauwels (Fue descalificada porque ella rechazó separarse de su novio durante la competición, cuando él la acompañó a la competencia a Inglaterra).

## Sobre los países en Miss Mundo 1952

### Debut
- Alemania Occidental
- Finlandia
- Irlanda
- Suiza

### Crossovers
Miss Europa
- 1952:  Alemania Occidental - Vera Marks
- 1952:  Finlandia - Eeva Maria Hellas
- 1952:  Francia - Nicole Drouin (Primera finalista)
- 1952:  Irlanda - Eithne Dunne
- 1952:  Suiza - Sylvia Müller
- 1953:  Reino Unido - Marleen Ann Dee (Primera finalista)
- 1954:  holanda - Sanny Weitner